# Musashi Suzuki
Musashi Suzuki (en japonés: 鈴木 武蔵) (Montego Bay, Jamaica, 11 de febrero de 1994) es un futbolista japonés. Juega de delantero y su equipo es el Yokohama FC de la J1 League.

## Carrera
Suzuki inició su carrera como futbolista. Se formó en el FC Ōta (2006-2008) y el Kiryu Daiichi High School (2009-2011). Debutó en categoría mayor con el club Albirex Niigata, su actual equipo, y estuvo cedido durante 2015 en el Mito HollyHock.
Internacionalmente, Suzuki está representando a Japón. Integró el plantel de la selección nipona que compitió en la Copa Mundial de Fútbol Sub-17 de 2011, participando en cuatro de los cinco partido que disputó el equipo, el primero de los cuales fue justamente enfrentando a Jamaica. En la actualidad, forma parte de la selección sub-23, llegando a disputar los Juegos Olímpicos de Río de Janeiro 2016. Como todavía no debutó a nivel absoluto con Los Samuráis Azules, Suzuki podría jugar con la selección mayor de Jamaica, aunque, de acuerdo a las declaraciones de su madre, "él es puro japonés y su mente está en Japón".

## Vida personal
Tomó el apellido de su madre, la japonesa Mariko Suzuki, oriunda de Gunma. Su padre es jamaicano, de la mayoría negra, y se llama Robert Hamilton. Suzuki nació en el Hospital Regional Cornwall, de Montego Bay. Durante su niñez en Jamaica, Suzuki hablaba el idioma local, patois. En la actualidad, habla con fluidez el japonés y habla solo un poco de inglés, mientras el patois jamaicano lo ha olvidado por completo. Vivió en el país caribeño hasta los 6 años de edad, cuando se trasladó junto a su madre y Sho, su medio hermano, a Ōta, en Gunma (Japón). Durante su infancia en Japón sufrió abuso racial, acostumbraba a volver de su escuela entre lágrimas e incluso trató de blanquear su piel usando talco, hacia lo cual su madre le dijo "me gusta el color que eres, Musashi".

## Clubes
| Club                                | País    | Año       |
| ----------------------------------- | ------- | --------- |
| Albirex Niigata                     | Japón   | 2012-2017 |
| Mito HollyHock (cedido)             | Japón   | 2015      |
| Matsumoto Yamaga (cedido)           | Japón   | 2017      |
| V-Varen Nagasaki                    | Japón   | 2018      |
| Hokkaido Consadole Sapporo          | Japón   | 2019-2020 |
| K. Beerschot V. A.                  | Bélgica | 2020-2022 |
| Gamba Osaka                         | Japón   | 2022-2024 |
| Hokkaido Consadole Sapporo (cedido) | Japón   | 2024      |
| Yokohama FC                         | Japón   | 2025-     |